# Emanuela Brizio
Pour les articles homonymes, voir Brizio.
Emanuela Brizio, surnommée Aquila rosa (aigle rose), née en 1968, est une athlète italienne de skyrunning. Elle a remporté deux fois la compétition internationale Skyrunner World Series, en 2009 et 2010.

## Biographie
Née en 1968, Emanuela Brizio commence ses premières compétitions de course de montagne en 1999, et remporte immédiatement le championnat provincial de la Fédération italienne d'athlétisme (FIDA), puis de nouveau l’année suivante.
En 2001, elle remporte la course Biella-Graglia, avec le record de la compétition. Elle termine troisième de la compétition nationale Cà Bianca à Cafasse, et remporte quelques kilomètres verticaux dans la province du Verbano-Cusio-Ossola. L’année suivante, elle atteint un nouveau record dans la Biella-Graglia, et remporte le kilomètre vertical sur le Vésuve à Naples. En 2003, elle remporte de nouveau cette dernière compétition, ainsi que la Varallo-Resa dans la Valsesia.
En 2004, Brizio devient vice-championne mondiale en remportant la SkyRace Valmalenco-Valposchiavo, en Suisse. Elle améliore le nouveau record chronométrique de la compétition. La même année, elle est victorieuse de la Maratona del Cielo à Corteno Golgi. Elle est seconde de la Dolomites SkyRace, septième de la 6000D en France et également septième du Mount Kinabalu Climbathon en Malaisie.
En 2005, elle remporte de nouveau la SkyRace Valmalenco-Valposchiavo et la Maratona del Cielo, toutes deux avec le record chronométrique. Elle est seconde de la Dolomites SkyRace, seconde de la 6000D, quatrième de la Zegama-Aizkorri en Espagne, cinquième du marathon de Pikes Peak dans le Colorado (États-Unis).
En 2006, elle remporte le marathon Blumon avec un record de temps, la skyrace MAGA et la Pontboset Skyrace. Elle remporte le titre de championne régionale de la course de montagne de la FIDA. De 2007 à 2010, elle continue à remporter de nombreuses compétitions.
En 2010, elle se classe sur le podium de toutes les 27 compétitions nationales et internationales auxquelles elle participe. Elle remporte trois titres mondiaux et trois titres nationaux.